# Béatrice Kombe Gnapa
Pour les articles homonymes, voir Kombé.
Béatrice Kombe Gnapa (née le 6 avril 1972 à Touba Diegonefla, Côte d'Ivoire et morte le 21 février 2007 à Abidjan des suites d'une insuffisante rénale), est une danseuse et chorégraphe ivoirienne.

## Sources
- Catherine Bedarida, « Une danse moderne émerge en Afrique », Le Monde,‎ 18 novembre 1999 (lire en ligne).
- Rosita Boisseau, « Festival Montpellier-Danse. Le palmarès 1999 », Le Monde,‎ 18 novembre 1999 (lire en ligne).
- Rosita Boisseau, « Béatrice Kombe Gnapa, chorégraphe », Le Monde,‎ 1er mars 2007 (lire en ligne).
- Rosita Boisseau, « Trois monuments de l’art chorégraphique africain sur un plateau », Le Monde,‎ 14 juillet 2017 (lire en ligne).